# Lipskie Budy
Lipskie Budy (prononciation : [ˈlipskʲɛ ˈbudɨ]) est un village polonais de la gmina de Stromiec dans le powiat de Białobrzegi de la voïvodie de Mazovie dans le centre-est de la Pologne.

## Histoire
De 1975 à 1998, le village appartenait administrativement à la voïvodie de Radom.